# شاکا
شاکا (به انگلیسی: Shaka) تأثیرگذارترین رهبر پادشاهی زولو بود. زولو نام یکی از تیره‌ها و زبان‌های آفریقا است. قوم زولو در دوره سلطنت شاکا (۱۸۱۶–۱۸۲۸) در دوره‌ای از جنگ میان‌قبیله‌ای به نام مفکانه به نهایت قدرت رسید. وی با پیروزی‌های بزرگ خود امپراتوری زولو را به وجود آورد. دولت زولو در ۱۸۳۰–۱۸۳۹ با بوئر در جنگ بود، و سرانجام در ۱۸۸۰ از بریتانیا شکست خورد، و امپراتوری زولو به ۱۳ سرزمین تقسیم گردید و بعداً نیز این سرزمین‌ها تقسیم شد و حدود ۲۰۰ قبیله آزاد زولو تشکیل یافت. جمعیت مردم تبار زولو، حدود ۱۰ میلیون نفر است و بیشتر آن‌ها در کشور آفریقای جنوبی زندگی می‌کنند.
ملت او با اتحاد ملت‌های شمال آفریقا بر بخش وسیعی از آفریقا تسلط داشت، او فردی نابغه در مبارزات جنگی شناخته شده بود در دوران سلطنت او اصلاحات و نوآوری‌های بسیاری صورت گرفت. حکومت او به وحشی‌گری معروف شده‌است. فرهنگ آفریقای جنوبی تا اندازه‌ای هنوز تحت تأثیر دوران حکومت شاکا است.

## قوم
زولوها تعدد زوجات را جایز می‌دانند و عقد و عروسی در نزد آنان با اهدای گاو به خانواده عروس منعقد می‌شود. زولو یکی از زبان‌های بانتو است. واژه زولو در زبان زولو به معنی «آسمان» است.